# Strobilo

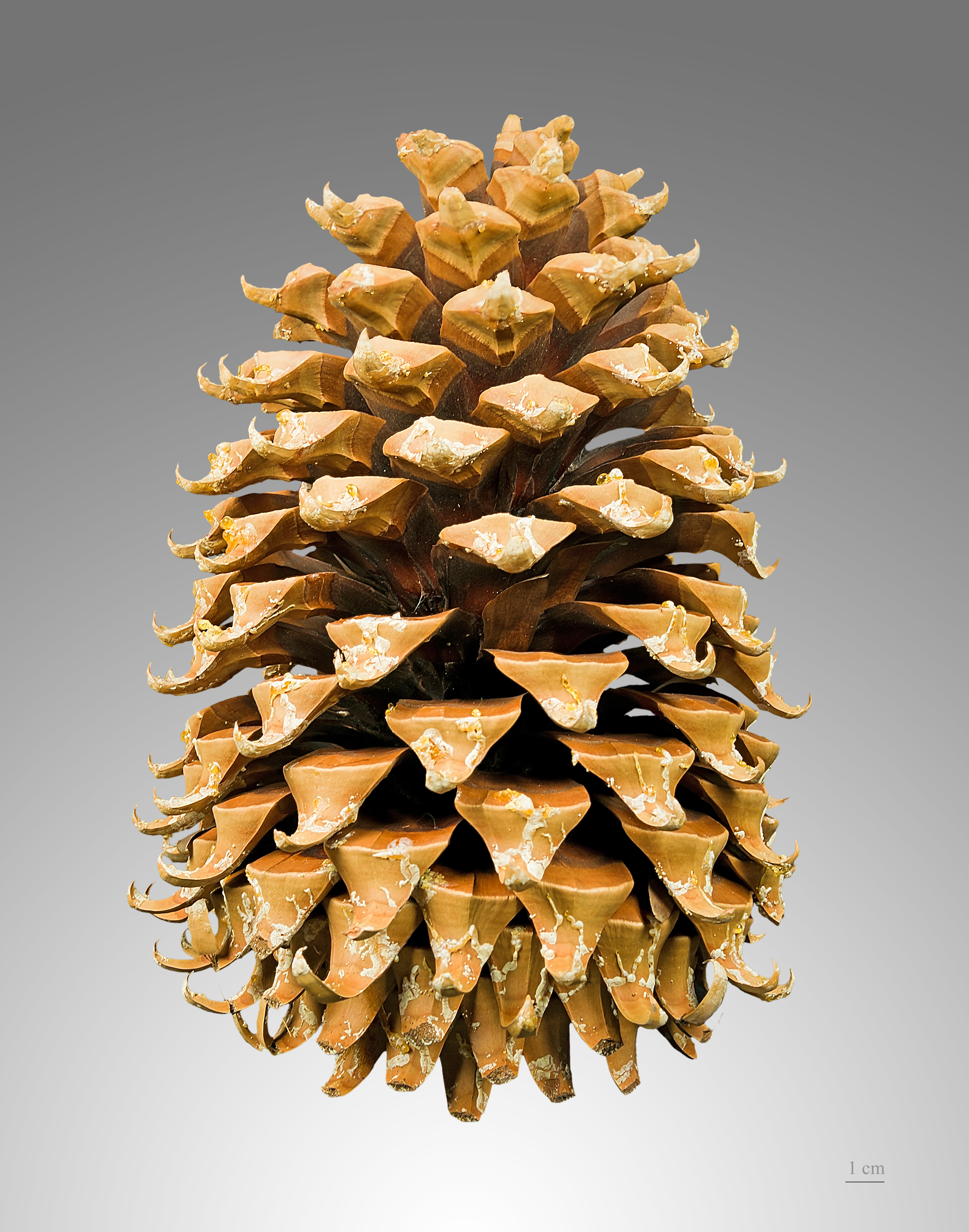
Strobilo di Pinus nigra

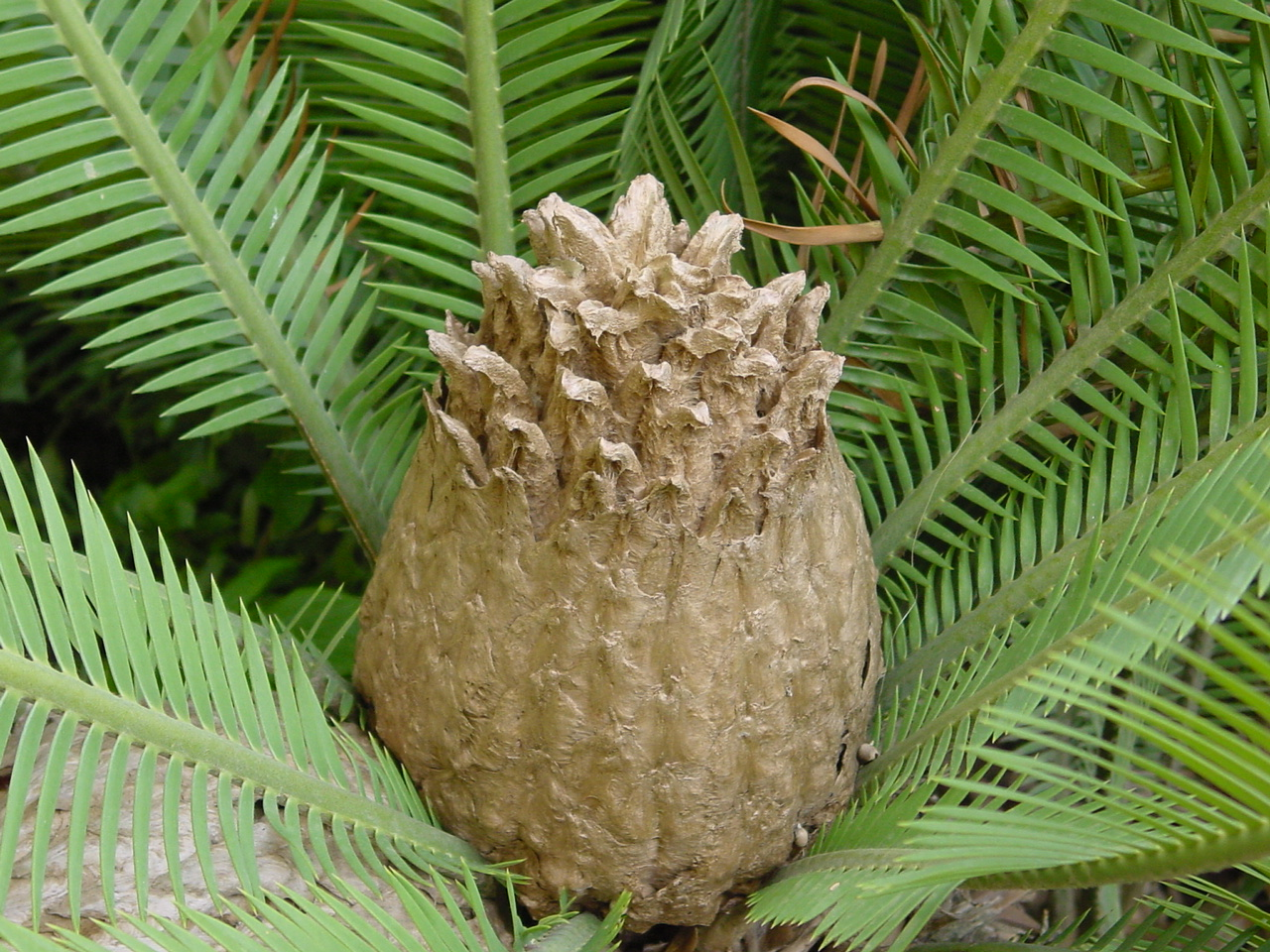
Strobilo di Dioon edule

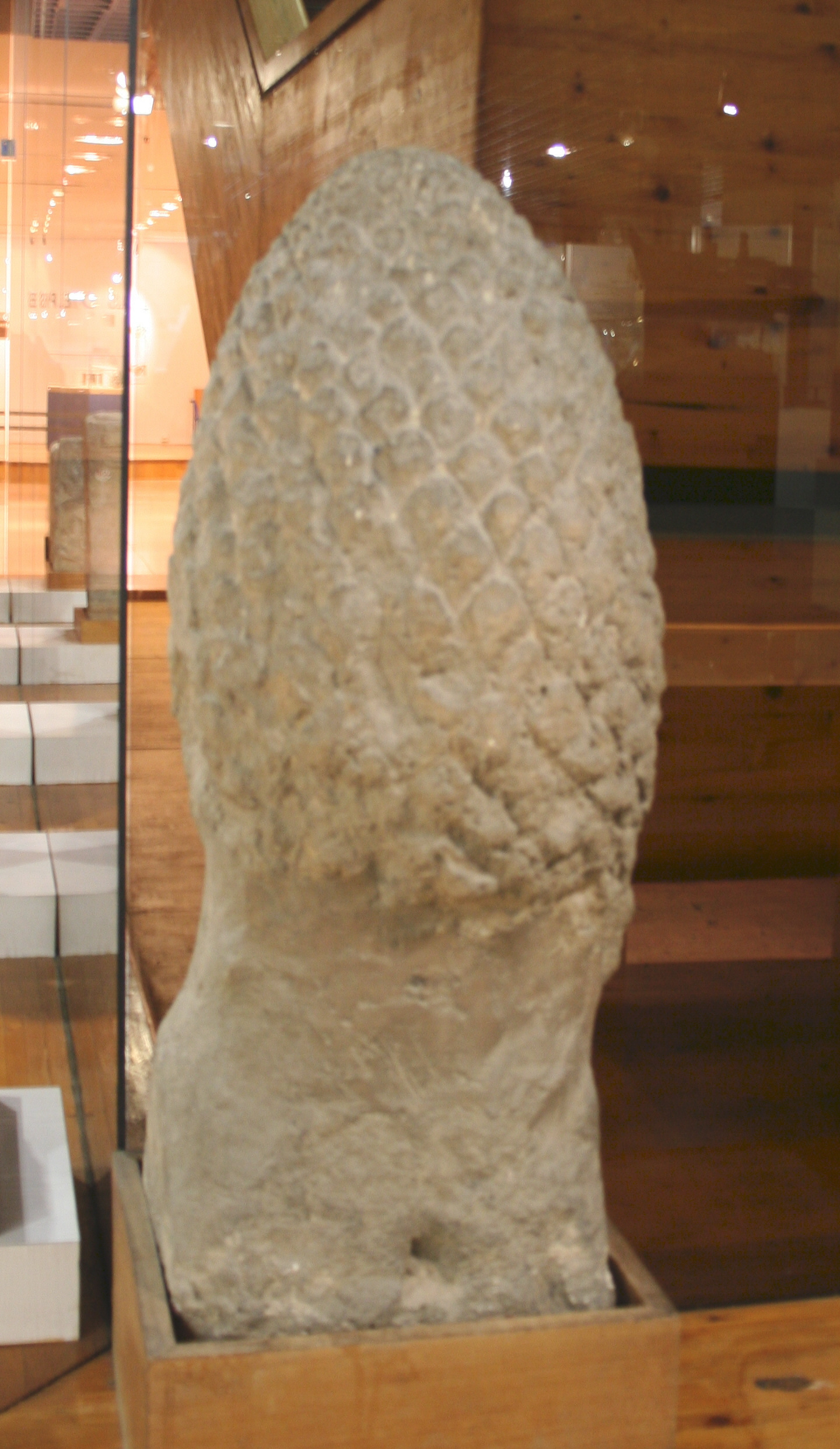
Cippo sormontato da una pigna, che simboleggia l'albero della vita

Lo stròbilo, volgarmente chiamato cono o pigna, è una struttura vegetale delle Gimnosperme formata dalle foglie fertili, brattee sulle quali alloggiano le sacche polliniche (strobili maschili) o gli ovuli (strobili femminili). Dopo la fecondazione gli strobili femminili producono i semi e generalmente diventano legnosi. In questo antico gruppo di piante non si può parlare ancora di frutti, che appaiono solo nelle Angiosperme (divisione Magnoliophyta).
Gli strobili maschili e femminili possono essere presenti sulla stessa pianta (specie monoiche) o su piante diverse (specie dioiche).
I coni o strobili maschili sono formati da foglie pollinifere (squame) dette microsporofilli, disposti a elica o in verticilli su un asse centrale. All'ascella di ogni microsporofillo sono portati i microsporangi (o sacche polliniche) in cui per meiosi, a partire da cellule madri (2n), si formano le microspore o granuli pollinici (n).
I coni o strobili femminili sono costituiti da foglie fertili dette macrosporofilli inserite a elica su un asse centrale. I coni femminili sono portati in genere in posizione ascellare e sono formati da un numero ridotto di macrosporofilli. Ciascun macrosporofillo porta all'ascella uno o più ovuli, che costituiscono il macrosporangio o sporangio femminile.

## Simbologia
La pigna possiede una lunga tradizione iconografica e simbolica risalente alle civiltà più antiche del mondo. I suoi significati sono molteplici a seconda della cultura, ma anche della posizione in cui viene posta su edifici e monumenti. Il significato della pigna è spesso legato all'immortalità e all'eternità, dovute soprattutto alla sua associazione con l'albero della vita. Questo specifico significato simbolico è proposto soprattutto nell'arte figurativa cristiana. La pigna rappresenta anche la fertilità e l'abbondanza, essendo colma di semi, i pinoli. Secondo alcune culture la pigna è associata alla ghiandola pineale del cervello, sede dell'anima, a causa della sua forma ovoidale. La pigna è importante simbolo di città italiane come ad esempio Ravenna. Nella città l'elemento pigna è diffuso su molti importanti edifici: Mausoleo di Galla Placidia, Tomba di Dante, Sant'Apollinare Nuovo, Municipio, Mercato Coperto.